# Дослидное (Красноградский район)
Дослидное (укр. Дослідне) — поселок, Красноградский городской совет, Берестинский район, Харьковская область, Украина.
Код КОАТУУ — 6323310101. Население по переписи 2001 года составляет 436 (201/235 м/ж) человек.

## Географическое положение
Поселок Дослидное находится на расстоянии в 2 км от реки Берестовая и города Краснограда. Рядом с посёлком проходит железная дорога, в 1-м км расположена станция Федючково.
Полтава-Лозовая/Лозовая-Полтава

## История
- 1910 — дата основания.